# Faial
Faial je ostrov v Atlantském oceánu, součást portugalského zámořského území Azory. Je nejzápadnějším ostrovem centrální azorské skupiny (Grupo Central) a s rozlohou 173 km² pátým největším z Azorských ostrovů. Žije na něm okolo 15 000 obyvatel, téměř polovina z nich v hlavním městě Horta. Tvoří jednu obec, rozdělenou na třináct farností: Angústias, Capelo, Castelo Branco, Cedros, Conceição, Feteira, Flamengos, Matriz, Praia do Almoxarife, Pedro Miguel, Praia do Norte, Ribeirinha a Salão. Ostrov má letiště a stanici podmořského kabelu, přístav v Hortě je často využíván jachtaři. Ve městě rovněž sídlí azorský parlament.

## Původ jména
Ostrov je pojmenován podle stromu faya (voskovník makaronéský). Má také přezdívku Ilha azul (modrý ostrov) díky rozsáhlým porostům hortenzií.

## Vulkanismus
Ostrov je vulkanického původu, vnitrozemí vyplňuje rozsáhlá kaldera, nejvyšším vrcholem je Cabeço Gordo (1043 m n. m.). V letech 1957–1958 došlo k velké sopečné erupci, která vytvořila na západním pobřeží ostrova novou horu Capelinhos. Část obyvatel byla evakuována, senátor John Fitzgerald Kennedy jim zařídil azyl v USA. Na Faialu dochází také často k zemětřesením. Mys Capelinhos bývá označován za nejzápadnější bod Evropy, protože ostrovy Flores, Corvo a Monchique už leží na Severoamerické desce.

## Historie
Osidlování Faialu řídil v 15. století Vlám ve službách portugalské královny Isabely Josse van Huerter, který zde usadil velké množství svých krajanů. Ostrov v minulosti proslul pěstováním borytu barvířského a velrybářstvím, později se staly hlavními ekonomickými aktivitami chov hovězího dobytka, rybolov a pěstování vína, brambor a citrusů. Rozvíjí se také turistický ruch: ostrov nabízí unikátní přírodní scenérie, bohaté folklorní tradice i provozování vodních sportů.